# Sompo Japan Nipponkoa

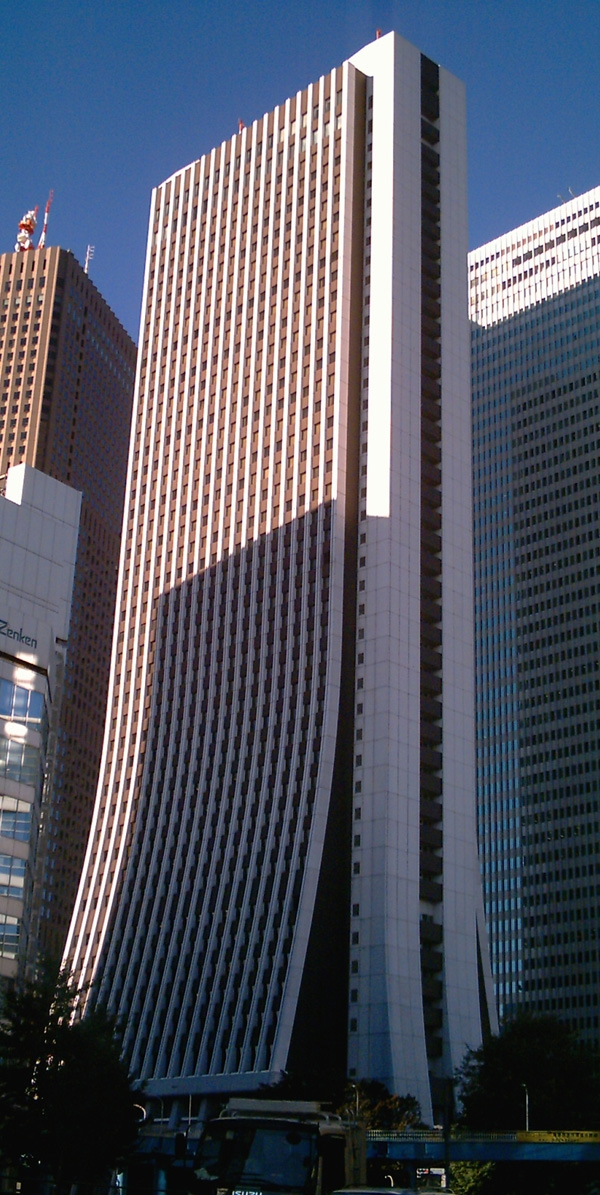
Siège social de Sompo Japan à Shinjuku, Tokyo.

Sompo Japan Insurance Inc. (損害保険ジャパン株式会社, Songai Hoken Japan Kabushiki-gaisha, TSE : 8755) ou Sompo Japan (損保ジャパン), est une compagnie d'assurances japonaise.

## Historique
Le 1er juillet 2002, Yasuda Fire & Marine Insurance (安田火災海上保険) et Nissan Fire & Marine Insurance (日産火災海上保険) fusionnent pour former : Sompo Japan Insurance. En décembre 2002, Sompo Japan absorbe Taisei Fire & Marine Insurance.
Le 1er avril 2010, les groupes Sompo Japan Insurance et Nipponkoa Insurance Company annoncent leur fusion. En septembre 2014, les entités japonaises de Sompo Japan Insurance et Nipponkoa Insurance Company fusionnent et prennent le nom de Sompo Japan Nipponkoa Insurance. 
Entretemps, Sompo a annoncé l'acquisition en décembre 2013 de Canopius Group, un groupe d'assurances britannique, pour un peu moins de 1 milliard de dollars.
En octobre 2016, Sompo serait en discussion pour acquérire la compagnie d'assurances américaine Endurance Specialty, pour 6,5 milliards de dollars.

## Achat desTournesolsde Vincent van Gogh
Yasuda Fire a acheté lors d'une vente aux enchères chez Christie's à Londres en mars 1987 une des toiles de la série Les Tournesols de Vincent van Gogh pour la somme de 5.3 billion de yens, soit 40,8 millions d'euros, ce qui a constitué, à l'époque, le prix le plus élevé pour un tableau.